# Anoplodesmus
Anoplodesmus é um gênero de milípedes. É um dos gêneros mais ricos em espécies da família Paradoxosomatidae, com mais de 40 espécies descritas distribuídas desde a Índia e Nepal até a China e Sudeste Asiático, além das Ilhas Mascarenhas e Fiji.

## Espécies
- Anoplodesmus affinis (Golovatch, 1990)
- Anoplodesmus anichkini Golovatch & Semenyuk, 2010
- Anoplodesmus anthracinus Pocock, 1895
- Anoplodesmus aspinosus Chen, Golovatch, Mikhajlova & Chang, 2010
- Anoplodesmus attemsi Verhoeff, 1930
- Anoplodesmus attemsii Verhoeff, 1930
- Anoplodesmus borealis Nguyen, 2010
- Anoplodesmus chinensis Golovatch, 2013
- Anoplodesmus cylindricus (Carl, 1935)
- Anoplodesmus dasys (Chamberlin, 1920)
- Anoplodesmus dyscheres Attems, 1898
- Anoplodesmus elongissimus (Golovatch, 1984)
- Anoplodesmus humberti (Carl, 1902)
- Anoplodesmus inornatus (Humbert, 1865)
- Anoplodesmus insignis Attems, 1936
- Anoplodesmus kathanus (Chamberlin, 1921)
- Anoplodesmus kelaarti (Humbert, 1865)
- Anoplodesmus layardi (Humbert, 1865)
- Anoplodesmus loebli Golovatch, 2000
- Anoplodesmus luctuosus (Peters, 1864)
- Anoplodesmus magnus Golovatch, 2015
- Anoplodesmus malayanus Golovatch, 1993
- Anoplodesmus martensi (Golovatch, 1990)
- Anoplodesmus mirabilis Golovatch, VandenSpiegel & Semenyuk, 2016
- Anoplodesmus obesus Pocock, 1895
- Anoplodesmus perplexus (Golovatch, 1993)
- Anoplodesmus pinguis Pocock, 1895
- Anoplodesmus rufocinctus (Carl, 1932)
- Anoplodesmus sabulosus Attems, 1898
- Anoplodesmus saussurii (Humbert, 1865)
- Anoplodesmus schawalleri  (Golovatch, 1990)
- Anoplodesmus similis (Golovatch, 1990)
- Anoplodesmus simplex (Humbert, 1965)
- Anoplodesmus solenophorus Nguyen, 2010
- Anoplodesmus solitarius Carl, 1909
- Anoplodesmus spectabilis (Karsch, 1881)
- Anoplodesmus spiniger Chen, Golovatch, Mikhajlova & Chang, 2010
- Anoplodesmus splendidus (Verhoeff, 1936)
- Anoplodesmus striolatus Pocock, 1895
- Anoplodesmus subcylindricus (Carl, 1932)
- Anoplodesmus tanjoricus (Pocock, 1892)
- Anoplodesmus tarmani Mršić, 1996
- Anoplodesmus thwaitesii (Humbert, 1865)
- Anoplodesmus ursula (Attems, 1936)